# دونیشا خاویر
دونیشا خاویر (انگلیسی: Donisha Xavier؛ زادهٔ ۲۷ ژوئیهٔ ۱۹۹۷) بازیکن فوتبال اهل دومینیکا است.
وی همچنین در تیم‌های ملی فوتبال Dominica women's national under-17 football team و Dominica women's national football team بازی کرده‌است.